# Gaizka Garitano
Gaizka Garitano Aguirre, né le 9 juillet 1975 à Derio (Pays Basque, Espagne), est un footballeur reconverti en entraîneur. Il est le neveu de l'entraîneur Ander Garitano.
Il a entraîné Eibar qu'il a fait monter en deuxième division en 2013 puis en première division en 2014, et il a entraîné à l'Athletic Club de 2018 à 2021.

## Biographie

### Joueur
Gaizka Garitano se forme au centre de formation de l'Athletic Club comme milieu de terrain, jouant pendant quatre saisons au sein de l'équipe réserve du club basque en seconde division. Lors de la saison 1996-1997, il est prêté à l'UE Lleida qui évolue au même niveau. Il débuta avec l'équipe première de son club formateur en Coupe de l'UEFA, contre le Sampdoria Gênes, le 16 septembre 1997. Ce sera son seul match au plus haut niveau avec l'Athletic. 
En 1998, il rejoint Eibar (D2) sans réussir à réellement s'imposer. Il rejoint alors le CD Ourense entre 1999 et 2001 en Segunda división B, troisième niveau du football espagnol. Régulièrement titulaire, le club obtient son accession au niveau supérieur en 2001, année où Garitano retourne à Eibar. 
Lors de la saison 2004-2005, Eibar, avec Gaizka Garitano comme capitaine, est sur le point de monter en Première division mais échoue finalement. En 2005, Garitano est recruté par la Real Sociedad où il joue pendant trois saisons, dont deux en Liga. Il connaîtra la descente du club club en D2 en 2007.
En 2008, il rejoint le Deportivo Alavés.
Gaizka Garitano met un terme à sa carrière de footballeur en 2009.

### Entraîneur
En 2009, il occupe le poste d'assistant au SD Eibar.
Entre 2010 et 2012, il entraîne l'équipe réserve, SD Eibar B.
En 2012, il devient entraîneur de l'équipe première avec qui il parvient à monter en deuxième division en 2013 puis en première division le 25 mai 2014 pour la première fois dans l'histoire du club, avec un budget de seulement 4 M€. Au plus haut niveau, après avoir engrangé 27 points lors de la phase aller du championnat et obtenir une 8e place, Eibar s'effondre et ne prend que 8 points lors des matchs retours. Eibar est en position de relégable au soir du 23 mai 2015, en raison d'une différence de buts défavorable par rapport à Grenade et au Deportivo La Corogne. Garitano annonce alors qu'il quitte son poste. Toutefois, Eibar est maintenu en D1 grâce à la relégation administrative d'Elche CF.
Le 6 juillet 2015, Garitano rejoint le Real Valladolid qui évolue en D2 mais il est licencié le 21 octobre, après seulement 9 journées de championnat, en raison des mauvais résultats.
Le 10 juin 2016, il s'engage au Deportivo La Corogne (D1) à la suite du licenciement de Víctor Sánchez del Amo. Alors qu'il parvient à maintenir l'équipe en dehors de la zone rouge de relégation, il est limogé le 26 février 2017 après une défaite 4-0 contre le CD Leganés.
Le 8 juin 2017, il est nommé entraîneur de la réserve de l'Athletic Club.
Le 5 décembre 2018, il est nommé entraîneur de l'équipe première à la suite du limogeage d'Eduardo Berizzo. Lorsque Garitano prend les rênes de l'équipe elle pointe à la 18e place après quatorze journées de Liga. Après une belle remontée, l'Athletic termine la saison à la huitième place. Le club renouvelle son contrat jusqu'en juin 2020.
Le 31 mai 2020, alors que la saison est provisoirement arrêtée en raison de la pandémie de coronavirus qui frappe le monde entier, le club fait le choix de le prolonger jusqu'en juin 2021 ainsi que toute son équipe technique. Ses bons résultats avec l'Athletic et la qualification du club en finale de Copa Del Rey ont favorisé cette prolongation.
Le 3 janvier 2021, malgré une victoire 1-0 contre Elche, il est licencié alors que l'Athletic pointe à la neuvième place du championnat.
Le 7 juin 2021, il signe son retour à Eibar, tout juste relégué en deuxième division. Sous sa direction, l'équipe de Biscaye finira à la 3ème place lors de première saison, mais sera éliminée par Gérone lors des matchs de barrages pour l'accession.
Le 9 juin 2023, Eibar annonce que Garitano quittera ses fonctions à l'issue de la saison, après que le club ait de nouveau raté la montée en étant éliminé par Alavès en matchs de barrages pour l'accession. 

## Statistiques

### Joueur
| Saison  | Club                | Division | Championnat | Championnat | Coupe  | Coupe | Europe | Europe | Total  | Total |
| Saison  | Club                | Division | Matchs      | Buts        | Matchs | Buts  | Matchs | Buts   | Matchs | Buts  |
| ------- | ------------------- | -------- | ----------- | ----------- | ------ | ----- | ------ | ------ | ------ | ----- |
| 1993/94 | Bilbao Athletic     | D2       | 7           | 0           | -      | -     | -      | -      | 7      | 0     |
| 1994/95 | Bilbao Athletic     | D2       | 36          | 6           | -      | -     | -      | -      | 36     | 6     |
| 1995/96 | Bilbao Athletic     | D2       | 34          | 7           | -      | -     | -      | -      | 34     | 7     |
| 1996/97 | UE Lleida (en prêt) | D2       | 14          | 0           | 8      | 0     | -      | -      | 22     | 0     |
| 1997/98 | Bilbao Athletic     | D3       | 41          | 9           | -      | -     | -      | -      | 41     | 11    |
| 1997/98 | Athletic Club       | D1       | 0           | 0           | 0      | 0     | 1      | 0      | 1      | 0     |
| 1998/99 | SD Eibar            | D2       | 18          | 1           | 0      | 0     | -      | -      | 0      | 0     |
| 1999/00 | CD Ourense          | D3       | 39          | 3           | 6      | 1     | -      | -      | 45     | 4     |
| 2000/01 | CD Ourense          | D3       | 41          | 6           | 3      | 0     | -      | -      | 44     | 6     |
| 2001/02 | SD Eibar            | D2       | 34          | 5           | 0      | 0     | -      | -      | 34     | 5     |
| 2002/03 | SD Eibar            | D2       | 37          | 3           | 2      | 1     | -      | -      | 39     | 4     |
| 2003/04 | SD Eibar            | D2       | 36          | 2           | 1      | 0     | -      | -      | 37     | 2     |
| 2004/05 | SD Eibar            | D2       | 39          | 5           | 0      | 0     | -      | -      | 39     | 5     |
| 2005/06 | Real Sociedad       | D1       | 19          | 3           | 0      | 0     | -      | -      | 19     | 3     |
| 2006/07 | Real Sociedad       | D1       | 31          | 2           | 0      | 0     | -      | -      | 31     | 2     |
| 2007/08 | Real Sociedad       | D2       | 31          | 4           | 1      | 0     | -      | -      | 32     | 4     |
| 2008/09 | Deportivo Alavés    | D2       | 29          | 2           | 0      | 0     | -      | -      | 29     | 2     |
| Total   | Total               | Total    | MATCHS      | BUTS        | MATCHS | BUTS  | MATCHS | BUTS   | MATCHS | BUTS  |
| Total   | Total               | Total    | 486         | 58          | 21     | 2     | 1      | 0      | 507    | 60    |

### Entraîneur
| Club            | Saisons   | Pays    | Divisions | Matchs | Victoires | Nuls | Défaites | % Victoires |
| --------------- | --------- | ------- | --------- | ------ | --------- | ---- | -------- | ----------- |
| SD Eibar B      | 2010-2012 | Espagne | D4        |        |           |      |          |             |
| SD Eibar        | 2012-2013 | Espagne | D3        | 135    | 57        | 37   | 41       | 42.22       |
| SD Eibar        | 2013-2014 | Espagne | D2        | 135    | 57        | 37   | 41       | 42.22       |
| SD Eibar        | 2014-2015 | Espagne | D1        | 135    | 57        | 37   | 41       | 42.22       |
| Real Valladolid | 2015      | Espagne | D2        | 10     | 2         | 3    | 5        | 20.00       |
| RC Deportivo    | 2016-2017 | Espagne | D1        | 27     | 5         | 9    | 13       | 18.52       |
| Bilbao Athletic | 2017-2018 | Espagne | D3        | 55     | 28        | 14   | 13       | 50.90       |
| Athletic Club   | 2018-     | Espagne | D1        | 61     | 29        | 16   | 16       | 47.54       |